# Bitwa nad Addą (1799)

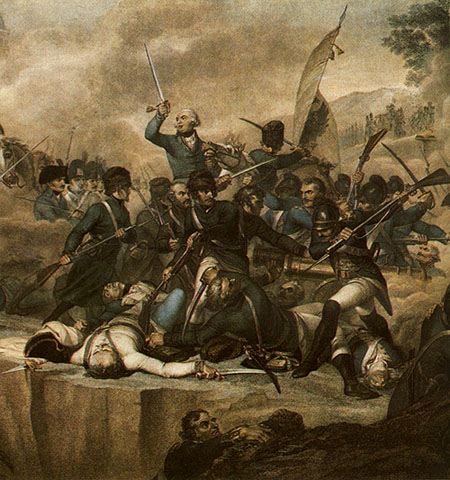
Aleksander Suworow w bitwie nad Addą (barwna rycina L. Schiavonettiego)

Bitwa nad Addą (albo pod Cassano d'Adda) – starcie zbrojne, które miało miejsce 26–27 kwietnia 1799 roku podczas wojny Francji z drugą koalicją 1798–1802.
Armia francuska (28 tys. ludzi) dowodzona przez generała Moreau, zajmowała na prawym, urwistym brzegu rzeki Addy dogodną pozycję obronną, rozciągniętą jednak na długości 100 km (od jeziora Como aż po Pad). Dowodzona przez Suworowa 36-tysięczna armia austriacko-rosyjska zdołała sforsować w kilku miejscach rzekę. W miejscach, gdzie Austriakom i Rosjanom udała się przeprawa doszło do walk, w wyniku których armia francuska została pokonana. Łącznie w starciach tej bitwy Francuzi stracili 2,5 tys. zabitych i rannych oraz 5 tys. jeńców, natomiast Austriacy i Rosjanie – 2 tys. zabitych i rannych. Zwycięstwo to umożliwiło wojskom Suworowa zajęcie 29 kwietnia Mediolanu.